# Gorges de l'Artuby
Ne doit pas être confondu avec Canyon de l'Artuby.
Les gorges de l'Artuby sont des gorges de France situées en Provence, dans le nord du département du Var, sur le cours de l'Artuby.
Premières gorges situées sur le cours de la rivière peu après sa source, elles mesurent 2,7 kilomètres de longueur pour une largeur d'environ 200 mètres et une profondeur d'environ 120 mètres. Elles sont taillées dans le flanc septentrional de la montagne de Brouis, au pied de son ubac, juste au sud du village de la Martre. Très sauvages, aucune route ni sentier ne les empruntent et elles n'ont fait l'objet d'aucun aménagement hydraulique.

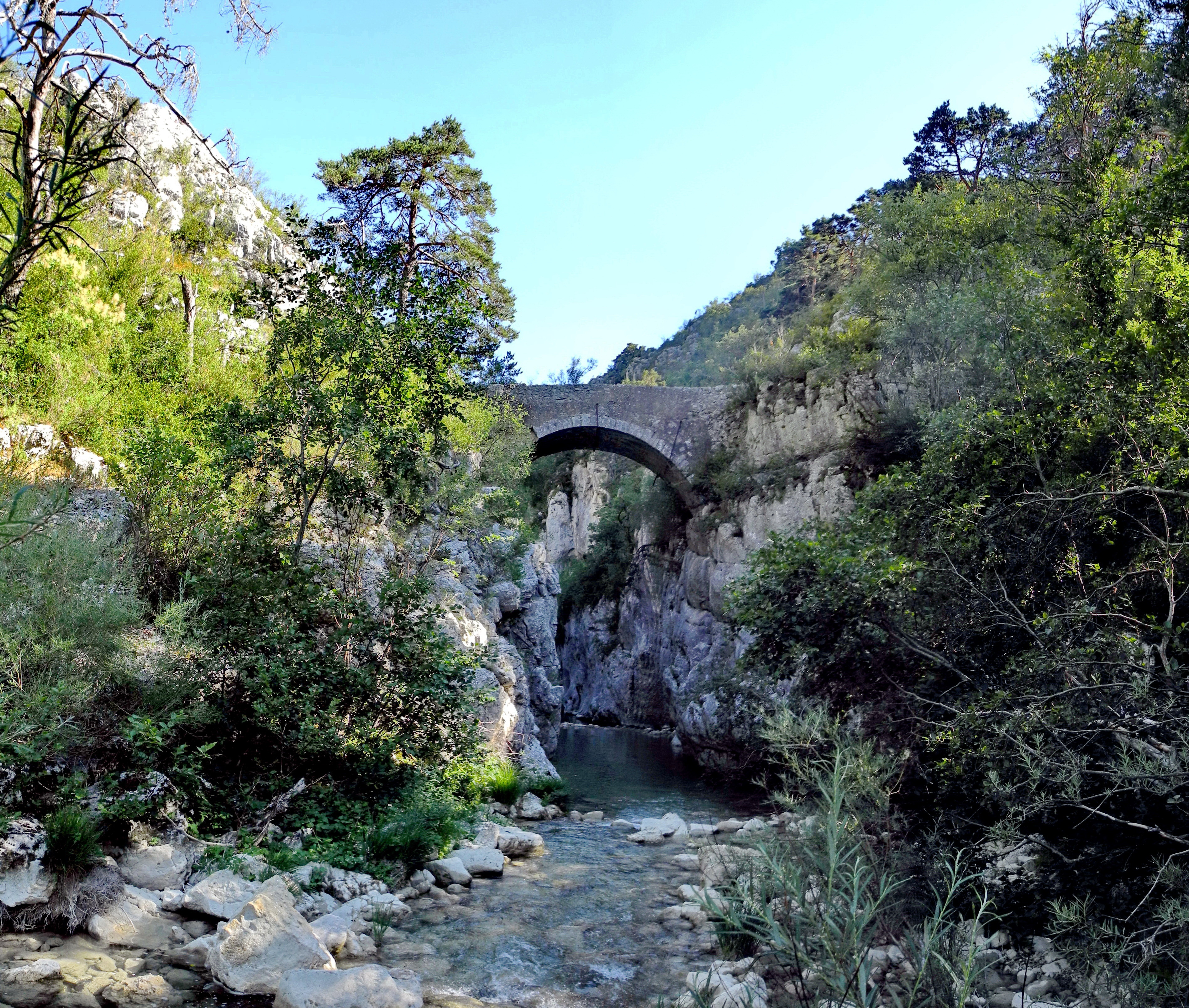
Le pont de Madame au-dessus de l'Artuby juste après les gorges.

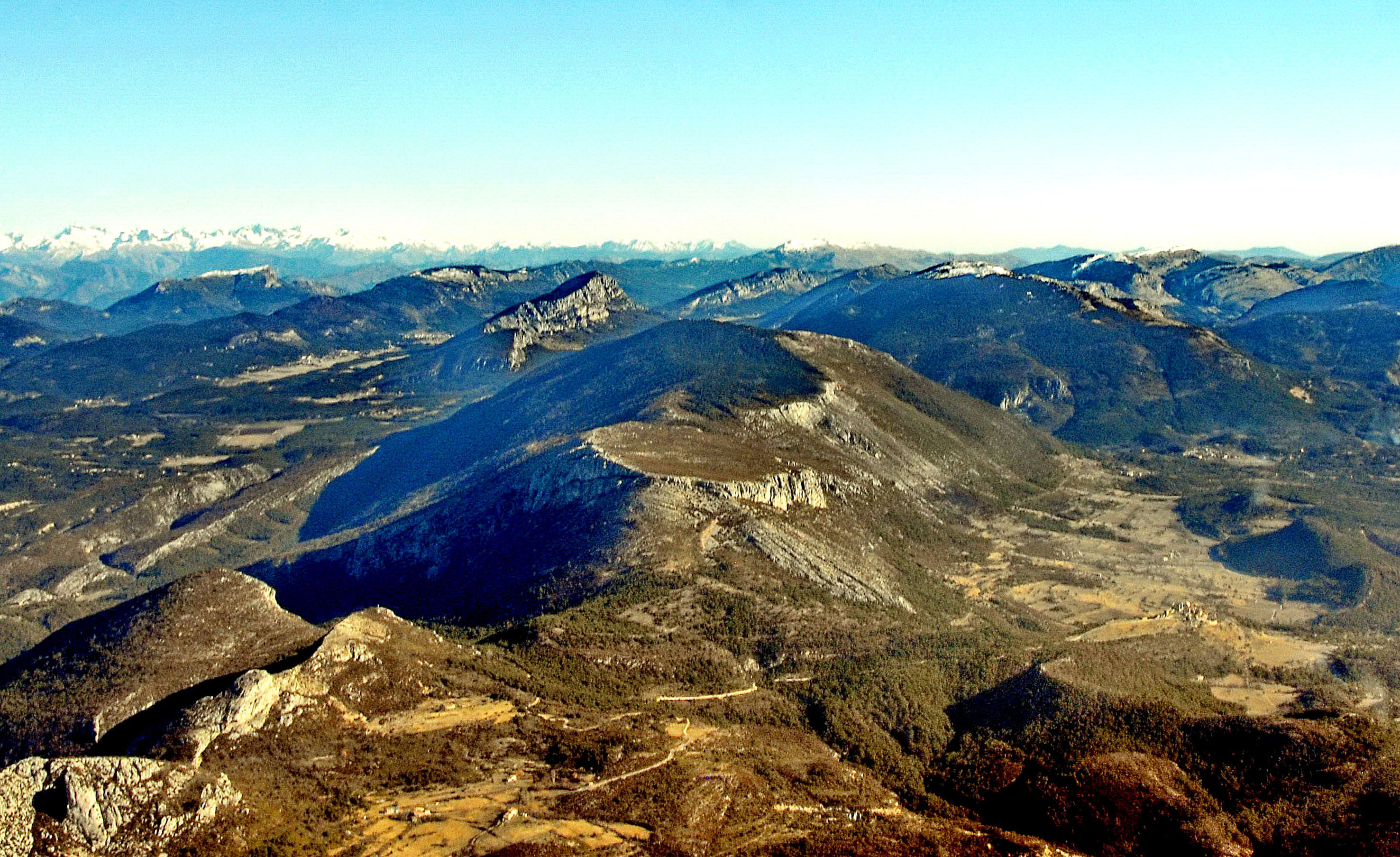
Vue aérienne de la montagne de Brouis en direction de l'est avec les gorges de l'Artuby à ses pieds, sur la gauche.